# CONCACAF
La CONCACAF, acronimo di Confederation of North, Central America and Caribbean Association Football (in spagnolo Confederación de Fútbol Asociación de Norte, Centro América y el Caribe; in italiano Confederazione calcistica del Nord, Centro America e Caraibi), è l'organo amministrativo, organizzativo e di controllo del calcio del Nordamerica, Centroamerica e dei Caraibi.

## Compiti istituzionali

La giurisdizione della CONCACAF

Essa rappresenta le federazioni calcistiche dei Paesi dell'America Centrale, Settentrionale e Caraibi. La CONCACAF organizza competizioni ufficiali per nazionali e per club. È, tra l'altro, una delle sei confederazioni continentali affiliate alla FIFA.
La CONCACAF è stata rappresentata da 3 nazionali sulle 32 ammesse alla fase finale dei Mondiali di calcio Russia 2018: Messico, Costa Rica e Panama. Messico e Costa Rica rappresentavano la federazione già a Brasile 2014.
Nel maggio 2024, la federazione calcistica della Groenlandia ha presentato ufficialmente la propria richiesta di affiliazione alla federazione. Sono in corso trattative tra le due parti.

## Origine
La CONCACAF è stata fondata il 18 settembre 1961 dalla fusione tra NAFC (confederazione attiva tra il 1946 ed il 1961 che gestiva il calcio nell'America del Nord) e CCCF (attiva tra il 1938 ed il 1961, gestiva il calcio nell'America centrale e nei Caraibi).

### Presidenti
| N.  | Anno      | Presidente             | Note |
| --- | --------- | ---------------------- | --- |
| 1   | 1961-1968 | Ramón Coll Jaumet      | |
| 2   | 1969-1990 | Joaquín Soria Terrazas | |
| 3   | 1990-2011 | Jack Warner            | Incriminato per corruzione dal Dipartimento di Giustizia degli Stati Uniti.                                                                         |
| 4   | 2011-2011 | Lisle Austin           | Sospeso dal Comitato Esecutivo CONCACAF; bandito dalla commissione disciplinare della FIFA.                                                         |
| 5   | 2011-2012 | Alfredo Hawit          | Incriminato dal Dipartimento di Giustizia degli Stati Uniti il 3 dicembre 2015.                                                                     |
| 6   | 2012-2015 | Jeffrey Webb           | Si è dichiarato colpevole il 23 novembre 2015 di cospirazione per racket, frode telematica e riciclaggio di denaro; bandito dal Comitato Etico FIFA |
| (5) | 2015-2016 | Alfredo Hawit          | Incriminato dal Dipartimento di Giustizia degli Stati Uniti il 3 dicembre 2015; bandito dal Comitato Etico FIFA.                                    |
| 7   | 2016-     | Victor Montagliani     | |

## Competizioni CONCACAF

### Per nazionali
- CONCACAF Gold Cup: è la massima competizione continentale tra nazionali nordamericane. La prima edizione del torneo, che si svolse a El Salvador nel 1963, portava il nome iniziale di Campionato CONCACAF, e fu vinta dalla Costa Rica. L'ultimo Campionato CONCACAF, a sede itinerante, si tenne nel 1989 e fu vinto ancora dalla Costa Rica, che a questo punto aveva vinto per la terza volta, al pari del Messico, mentre a vincere una sola volta erano Canada, Guatemala, Haiti e Honduras. Dalla successiva edizione del 1991, vinta dagli Stati Uniti ai rigori contro l'Honduras, porta l'attuale nome di Gold Cup. Nella Gold Cup sono anche state invitate più volte varie nazionali dal Sud America, dall'Africa e dall'Asia, a volte con una formazione Under-21; in totale, nella storia del torneo, tali nazionali ospiti sono sette: Brasile, Colombia, Corea del Sud, Ecuador, Qatar, Perù e Sudafrica.
- CONCACAF Nations League: annunciato nel novembre 2017, questo torneo è strutturato in tre diverse leghe, con un campione da incoronare alla fine di ogni edizione in una fase finale tra le quattro prime classificate nei rispettivi gironi. Il torneo determina anche quali squadre nazionali si qualificano per la CONCACAF Gold Cup e presenta promozioni e retrocessioni tra le leghe.
- CONCACAF Women's Championship: fondata nel 1991, questa competizione ha conseguito più di 10 edizioni, e i suoi detentori attuali sono gli Stati Uniti, che hanno trionfato il loro nono trofeo nel 2022; oltre alle statunitensi, a vincere è anche il Canada, che ha vinto nel 1998 e nel 2010.
- CONCACAF Women's Gold Cup: annunciato nel 2020 come equivalente femminile della CONCACAF Nations League. L'edizione 2024 è stata quella inaugurale.
- CONCACAF Futsal Tournament: questa competizione è stata fondata nel 1996, dove gli Stati Uniti hanno vinto l'edizione inaugurale. A detenere il trofeo è la Costa Rica, che ha vinto in totale 4 trofei tra cui l'ultimo nel 2021, seguita da Stati Uniti (2) e Guatemala (1).

Soppresse
- Campionato centroamericano e caraibico di calcio: disputata per dieci edizioni tra il 1941 e il 1961, si svolgeva con almeno due gironi con partite di sola andata, e le prime due classificate accedevano al girone finale. La Costa Rica ha vinto sette edizioni, mentre le altre tre sono divise tra El Salvador, Panama e Haiti.
- Campionato nordamericano di calcio: ha avuto quattro edizioni, ossia 1947, 1949, 1990 e 1991, e tre di esse sono state vinte dal Messico mentre la quarta è andata al Canada. Le squadre nell'unico girone all'italiana con partite di sola andata erano sempre tre.
- Coppa centroamericana: ha avuto dieci edizioni tra il 1991 e il 2009 sotto il nome di Coppa delle nazioni UNCAF, e poi altre quattro dal 2011 al 2017 sotto il nome di Coppa centroamericana. Sei edizioni della prima serie erano a girone unico, così come l'ultima assoluta della seconda serie, mentre le altre sette della competizione procedevano con il classico sistema dei gironi di sola andata i cui primi classificati accedevano all'eliminazione diretta. La Costa Rica ha vinto più trofei nella competizione, ossia 8, seguita dai 4 dell'Honduras e dai trofei singoli di Guatemala e Panama.
- Coppa dei Caraibi: fondata nel 1978, ha avuto 25 edizioni, le prime sei delle quali erano un campionato a girone singolo, così come quella del 2005, mentre tutte le altre diventavano appunto la Coppa dei Caraibi e si svolgevano in un torneo a eliminazione diretta che spesso seguiva alla fase a gironi. La capolista fu il Trinidad e Tobago con 10 titoli, seguito da Giamaica con 6, Martinica con 3, Haiti con 2 e Cuba, Curaçao e Suriname con uno solo.

### Per club
Esistenti
- CONCACAF Champions Cup
- CONCACAF Futsal Club Championship
- CONCACAF Central American Cup
- CONCACAF Caribbean Shield
- CONCACAF Caribbean Cup

Soppresse
- Copa Interclubes UNCAF (1971-2007)
- Coppa delle Coppe CONCACAF (1991-2001)
- CONCACAF Giants Cup (2001)
- CONCACAF League (2017-2022)
- CFU Club Championship (1997-2022)

### Detentori dei titoli
Dati aggiornati al 7 dicembre 2023
| Competizione                                          | Campione    | Titolo | Secondo posto     | Ultima edizione |
| Club                                                  | Club        | Club   | Club              | Club            |
| ----------------------------------------------------- | ----------- | ------ | ----------------- | --------------- |
| CONCACAF Champions League                             | León        | 1°     | Los Angeles FC    | 2023            |
| CONCACAF Central American Cup                         | Alajuelense | 1°     | Real Estelí       | 2023            |
| CONCACAF Caribbean Shield                             | Bayamón     | 1°     | Inter Moengotapoe | 2022            |
| CONCACAF Caribbean Cup                                | Robinhood   | 1°     | Cavalier          | 2023            |
| CONCACAF Futsal Club Championship                     | Grupo Line  | 1°     | Utah Elite        | 2017            |
| Nazionali maschili                                    |             |        |                   |                 |
| CONCACAF Gold Cup                                     | Messico     | 12°    | Stati Uniti       | 2023            |
| CONCACAF Nations League                               | Stati Uniti | 3°     | Canada            | 2023-2024       |
| Campionato nordamericano di calcio Under-20           | Stati Uniti | 3°     | Rep. Dominicana   | 2022            |
| Campionato nordamericano di calcio Under-17           | Messico     | 9°     | Stati Uniti       | 2023            |
| Campionato nordamericano di calcio Under-15           | Stati Uniti | 1°     | Messico           | 2023            |
| CONCACAF Futsal Championship                          | Costa Rica  | 4°     | Stati Uniti       | 2021            |
| CONCACAF Beach Soccer Championship                    | El Salvador | 2°     | Stati Uniti       | 2021            |
| Nazionali femminili                                   |             |        |                   |                 |
| CONCACAF Women's Championship                         | Stati Uniti | 9°     | Canada            | 2022            |
| Campionato nordamericano femminile Under 20 di calcio | Stati Uniti | 7°     | Messico           | 2022            |
| Campionato nordamericano femminile Under 17 di calcio | Stati Uniti | 5°     | Messico           | 2022            |
| Campionato nordamericano femminile Under 15 di calcio | Stati Uniti | 2°     | Messico           | 2018            |

## Nazioni aderenti alla CONCACAF
Le nazioni iscritte sono 41, così suddivise:
Zona Nordamericana (NAFU)
1. Canada - Canadian Soccer Association
2. Messico - Federación Mexicana de Fútbol Asociación
3. Stati Uniti - United States Soccer Federation

Zona Centroamericana (UNCAF)
1. Belize - Belize Football Association
2. Costa Rica - Federación Costarricense de Fútbol
3. El Salvador - Federación Salvadoreña de Fútbol
4. Guatemala - Federación Nacional de Fútbol de Guatemala
5. Honduras - Federación Nacional Autónoma de Fútbol de Honduras
6. Nicaragua - Federación Nicaragüense de Fútbol
7. Panama - Federación Panameña de Fútbol

Zona Caraibica (CFU)
1. Anguilla - Anguilla Football Association
2. Antigua e Barbuda - Antigua and Barbuda Football Association
3. Aruba - Arubaanse Voetbal Bond
4. Bahamas - Bahamas Football Association
5. Barbados - Barbados Football Association
6. Bermuda - Bermuda Football Association
7. Bonaire - Bonaire Football Association (*)
8. Cuba - Asociación de Fútbol de Cuba
9. Curaçao - Federashon Futbol Korsou
10. Dominica - Dominica Football Association
11. Giamaica - Jamaica Football Federation
12. Grenada - Grenada Football Association
13. Guadalupa - Ligue Guadeloupéenne de Football (*)
14. Guyana - Guyana Football Federation
15. Guyana francese - Ligue de Football de La Guyane Française (*)
16. Haiti - Fédération Haïtienne de Football
17. Isole Cayman - Cayman Islands Football Association
18. Isole Vergini Americane - U.S. Virgin Islands Soccer Federation
19. Isole Vergini Britanniche - British Virgin Islands Football Association
20. Martinica - Ligue de Football de Martinique (*)
21. Montserrat - Montserrat Football Association Inc.
22. Porto Rico - Federación Puertorriqueña de Fútbol
23. Rep. Dominicana - Federación Dominicana de Fútbol
24. Saint-Martin - Comité de Football des Îles du Nord (*)
25. Saint Kitts e Nevis - St. Kitts and Nevis Football Association
26. Saint Vincent e Grenadine - Saint Vincent and the Grenadines Football Federation
27. Saint Lucia - St. Lucia Football Association
28. Sint Maarten - Sint Maarten Soccer Association (*)
29. Suriname - Surinaamse Voetbal Bond
30. Trinidad e Tobago - Trinidad and Tobago Football Federation
31. Turks e Caicos - Caicos Islands Football Association

(*) Nazioni non affiliate alla FIFA

### Nazionali scomparse
1. Antille Olandesi - Nederlands Antilliaanse Voetbal Unie

### Nazionali partecipanti alle fasi finali dei Campionati del Mondo
- 18:  Messico
- 12:  Stati Uniti
- 6:  Costa Rica
- 3:  Canada,  Honduras
- 2:  El Salvador
- 1:  Cuba,  Giamaica,  Haiti,  Panama,  Trinidad e Tobago
- 0:  Anguilla,  Antigua e Barbuda,  Antille Olandesi,  Aruba,  Bahamas,  Barbados,  Belize,  Bermuda,  Bonaire (non affiliata alla FIFA),  Curaçao,  Dominica,  Grenada,  Guadalupa (non affiliata alla FIFA),  Guatemala,  Guyana,  Guyana francese (non affiliata alla FIFA),  Isole Cayman,  Isole Vergini Americane,  Isole Vergini Britanniche,  Martinica (non affiliata alla FIFA),  Montserrat,  Nicaragua,  Porto Rico,  Rep. Dominicana,  Saint-Martin (non affiliata alla FIFA),  Saint Kitts e Nevis,  Saint Vincent e Grenadine,  Saint Lucia,  Sint Maarten (non affiliata alla FIFA),  Suriname,  Turks e Caicos

## Loghi

Logo usato fino al 2018.
Logo in uso dal 2018.